# تپه‌های بلوار ۴
تپه‌های بلوار ۴ مربوط به دوران‌های تاریخی پس از اسلام است و در شهرستان شوشتر، دهستان میان آب، روستای عرب حسن واقع شده و این اثر در تاریخ ۵ آذر ۱۳۸۰ با شمارهٔ ثبت ۴۲۱۳ به‌عنوان یکی از آثار ملی ایران به ثبت رسیده است.